# Alpesi őrjárat
Az Alpesi őrjárat (eredeti cím: Un passo dal cielo) egy 2011-ben indult olasz televíziós filmsorozat, amelyet Enrico Oldoini és Riccardo Donna rendezett. A forgatókönyvet Mario Ruggeri, Luisa Cotta Ramosino és Francesco Arlanch írta, a zenéjét Pino Donaggio szerezte. A főbb szerepekben Terence Hill, Enrico Ianniello és Daniele Liotti láthatók. 
Olaszországban a Rai 1, Magyarországon a Story4 sugározta 2013. április 14-e és 2013. június 30-a között az 1. évadot. A 2–7. évadot már a Duna televízióadó mutatta be, majd a Prime tűzte műsorra.

## Ismertető
A főszereplő, Terence Hill, erdész szerepet játszik az Alpesi őrjárat főhőseként. Karaktere, Pietro, szenvedélyes hegymászó volt. A történet az Alpok idilli dél-tiroli részén játszódik.

## Szereplők
Pietro Thiene (1–3. évad) szerepében Terence Hill, magyar hangja: Ujréti László
Pietro a San Candido-i erdészet parancsnoka, korábbi kitűnő hegymászó. Feleségét egy expedíció során veszítette el. Makacs, kitartó, szenvedélyes férfi, aki féltő gonddal viseltetik környezete iránt. Kitűnő nyomozási munkája révén számos ügyben segített a helyi rendőrségnek. Unokaöccse, Giorgio fiatalkori lázadásait atyai szeretettel próbálja meg orvosolni.
Vincenzo Nappi (1–8. évad) szerepében Enrico Ianniello, magyar hangja: Kárpáti Levente
A Nápolyból érkezett főfelügyelő-helyettes beteges, félénk, puhány, az alpesi környezetből kilógó férfi a sorozat elején, aki későbbi részek során is számos dologtól idegenkedik, de egyre inkább beilleszkedik. Esetében különösen fontosak a különböző szerelmi szálak: először nápolyi menyasszonyával, Marcellával (Valentina D'Agostino) szakít, mivel beleszeret Silviába, majd miután Silvia elhagyta, Evába. Jó barátja és kollégája Huber, akivel sokszor gorombán bánik. Húgára, Manuelára (Giusy Buscemi) féltő szeretettel vigyáz, segít leküzdeni annak kleptomániáját.
Felicino "Roccia" Scotton (1–4. évad) szerepében Francesco Salvi, magyar hangja: Forgács Gábor
Pietro jó barátja, kollégája. Egyetlen lányát, Chiarát annak vaksága miatt mindentől óvja, s a lány udvarlóival sem bánik kesztyűs kézzel. Hirtelen haragra lobban, de nagylelkűsége végtelen. Egy alkalommal gyilkosság miatt megvádolják, de ártatlansága kiderül.
Huber Fabricetti (1–8. évad) szerepében Gianmarco Pozzoli, magyar hangja: Holl Nándor
Vincenzo kissé habókos beosztottja, aki sok esetben igyekszik felettese problémáit egy-egy közmondással orvosolni. A kelleténél többet foglalkozik a főfelügyelő-helyettes magánéletével, nőügyeivel. Három gyermek édesapja, a harmadik évadban tudja meg, hogy negyedik gyermeke hamarosan megszületik.
Giorgio Gualtieri (1–3. évad) szerepében Gabriele Rossi, magyar hangja: Előd Álmos
Giorgio Pietro unokaöccse, aki rendőrségi ügyei révén keveredik San Candido-ba. Eleinte hevessége, önfejűsége miatt senki nem szimpatizál vele nagybátyján kívül, ám a sorozat előrehaladtával lehiggad, természete megnyugszik. Nagy szerelme Roccia lánya, Chiara, akit előbb megcsal a lány barátnőjével, Miriammal (Alice Bellagamba), majd kibékülnek s eljegyzi Chiarát. A harmadik évadban eltávolodnak, főként a lány főnöke Karl Reuter (Giovanni Scifoni) miatt. Ekkor köt barátságot Manuelával, Vincenzo húgával, aki viszont többet érez a fiú iránt.
Chiara Scotton (1–3. évad, 4. évadban vendégszereplő) szerepében Claudia Gaffuri, magyar hangja: Czető Zsanett
Chiara Roccia lánya. Gyermekkorában egy baleset miatt megvakult, de ez nem akadályozta meg abban, hogy kitűnő szakács legyen. Eleinte nem igazán szimpatizál Giorgio-val, később azonban egymásba szeretnek. Kapcsolatukat azonban több probléma hátráltatja: apja nem nézi jó szemmel Giorgio-t, majd a fiú megcsalja őt gyermekkori barátjával Miriammal. Az érzelmi hullámvölgyek akkor sem érnek véget, mikor eljegyzik egymás Giorgio-val. A lány egy római utazás során megcsókolja főnökét, Karlt, amit Giorgio nehezen visel el. Különválásuk után barátok maradnak. Chiara se veled, se nélküled viszonyba kerül Karllal, de végül a férfi lemondja berlini utazását Chiaráért.
Assunta Scotton (1–3. évad) szerepében Katia Ricciarelli, magyar hangja: Andresz Kati
Roccia testvére, Chiara nagynénje. Féltő szeretettel neveli Chiarát, miután meghalt a lány anyja. Gyakran segít az érzelmileg problémában lévő embereknek. A San Candido-i közösség egyik igen aktív tagja.
Francesco Neri (4–6. évad) szerepében Daniele Liotti, magyar hangja: Csík Csaba Krisztián
Ő veszi át Pietro helyét az erdészetben. Fiát egy óvatlanul bebiztosított pisztoly lövése miatt vesztette el. A különleges erőknél mesterlövész volt. San Candidoban közeledik Emmához.
Emma Giorgi (4–5. évad, 6. évadban vendégszereplő) szerepében Pilar Fogliati, magyar hangja: Kelemen Kata
Agyi aneurizmában szenved. Pietro barátja, akit Nepálban ismert meg. A természet szeretője, és minden másodpercet meg akar élni, mert bármelyik lehet számára az utolsó. Mindenben és mindenkiben megpróbálja meglátni a jót. Összejön Francescoval.
További szereplők
| Karakter                             | Színész                                          | Szerepe | Évadok                                           | Magyar hangja              |
| ------------------------------------ | ------------------------------------------------ | --- | ------------------------------------------------ | -------------------------- |
| Silvia Bussolati                     | Gaia Bermani Amaral                              | San Candido-i állatorvos, Vincenzo exbarátnője | 1–2. évad                                        | Kiss Virág                 |
| Marcella Cuccurullo                  | Valentina D'Agostino                             | Vincenzo exmenyasszonya | 1. évad                                          | Zakariás Éva               |
| Claudia Gualtieri                    | Bettina Giovannini                               | Giorgio édesanyja, Pietro elhunyt feleségének testvére | 1. évad                                          | Götz Anna                  |
| San Candido polgármestere            | Mauro Pirovano                                   | Politikus. | 1. évad                                          | Katona Zoltán              |
| San Candido polgármesterének titkára | Sandro Trigolo                                   | Kötelességtudó ember. | 1. évad                                          |                            |
| Tobias                               | Raniero Monaco di Lapio                          | Zoológus, Silvia munkatársa, gyermekének apja | 2. évad                                          |                            |
| Emma Voronina                        | Magdalena Grochowska                             | Ukrán orvos, Pietro ismerőse, kapcsolatban áll a lányokat futtató bandával | 2. évad                                          | Csuha Borbála              |
| Astrid                               | Miriam Leone                                     | Huber unokatestvére, aki beleszeret Vincenzóba. | 2. évad                                          | Szabó Zselyke              |
| Antonella Fabricetti                 | Eleonora Sergio (2.évad) Alice Mangione (4.évad) | Huber felesége | 2. évad, 4. évad                                 |                            |
| Anya                                 | Catrinel Marlon                                  | Anya egy lány, akit Pietro megsebesülten talál az erdőben. Úgy tűnik, van egy vonzalom kettejük között, de Nikolaj megöli, és nagy űrt hagyva Pietroban. | 2. évad                                          |                            |
| Miriam                               | Alice Bellagamba                                 | Chiara barátnője, Giorgióval volt rövid viszonya | 2. évad                                          | Kardos Eszter              |
| Marco                                | Alan Cappelli Goetz                              | Rövid ideig Chiarának udvarolt | 2. évad                                          |                            |
| Natasha Volkova                      | Caterina Shulha                                  | Ő egy elrabolt és prosititúcióra kényszerített lány, akinek sikerül kiszabadulnia a körből, és Pietronak köszönhetően újra megtalálja a fiát. Később kapcsolatba lép Tommasóval. | 2. évadban visszatérő, 3–4. évad                 | Laurinyecz Réka            |
| Nikolaj Yelisev                      | Daniel Vivian                                    | Anya apjának adja magát, később kiderül, hogy részt vett egy prostitúciós körben. | 2. évad                                          |                            |
| Tommaso Belli                        | Tommaso Ramenghi                                 | Egy új erdőőr veszi át Silvia helyét. Később viszonyba kezd Natasával. | 3–4. évad                                        | Sárközi József             |
| Eva Fernández                        | Rocío Muñoz Morales                              | Ő egy modell, kezdetben San Candidóba kényszerült, mivel szociális szolgálatra ítélték, és akibe a biztos beleszeret, ezt viszonozta. A negyedik évadban kapcsolatuk rövid időre kerül. Ötödikben Mela édesanyja lesz, akit apja, Vincenzo gondjaira bíz aki szülés utáni depresszióban szenved. Miután nem sikerült visszaszereznie a férfi bizalmát, távozik, végérvényesen ráhagyva a lánya felügyeleti jogát, de a hetedik évadban sokkal érettebben tér vissza, és készen áll arra, hogy visszafoglalja helyét Mela életében. | 3–5. évad, 6. évad (vendégszereplőként), 7. évad | Gáspár Kata, Huszárik Kata |
| Manuela Nappi                        | Guisy Buscemi                                    | Vincenzo Nappi biztos-helyettes húga, kapcsolatot fog kezdeni Giorgióval, Pietro unokaöccsével. A hatodik évadban találjuk meg, hamarosan feleségül veszi új barátját, Antonio-t. Amikor tönkreteszi az esküvőt, mert megijed a férfi hozzáállásától, úgy dönt, testvérével marad San Vito Di Cadore-ban. Jó megértés alakul ki Francescóval, de ez nem vezet szerelemhez, mert Francescót túlságosan megbántja Emma halála. | 3. évad, 6–8. évad                               | Lamboni Anna, Kókai Tünde  |
| Karl Reuter                          | Giovanni Scifoni                                 | Ő egy szakács, aki Chiara Scottont veszi fel segítőnek, hogy végül beleszeretsen. Később összeházasodnak, és Innsbruckba költöznek, ahol éttermet nyitnak Assuntával. | 3. évad                                          |                            |
| Federico Ruffo                       | Fabio Fulco                                      | Ő volt az a férfi, akihez Eva hozzáment. | 3. évad                                          | Dózsa Zoltán               |
| Zoe Sartori                          | Francesca Piroi                                  | Ő egy eltűnt lány húga. Eljegyezte Martinót, a legfiatalabb erdészt. | 4. évad                                          | Kántor Kitty               |
| Martino Bechis                       | Pierangelo Menci                                 | Az erdészet fiatal tagja. Eljegyzi Zoét. | 4–5. évad                                        | Czető Roland               |
| Cristina Fabricetti                  | Alice Torriani                                   | Huber húga. Vincenzóba lesz szerelmes. | 4. évad                                          | Solecki Janka              |
| Eugenij Sr.                          | Cristian Popa                                    | Ő Natasha volt barátja és a baba apja. Végül letartóztatják, és kiderül, hogy engedélyezte Natasha elrablását. | 4. évad                                          |                            |
| Livia Sonzogni Neri                  | Daniela Virgilio                                 | Francesco volt felesége. | 4. évad                                          | Horváth Lili               |
| Albert Kroess, a "Mester"            | Matteo Martari                                   | A DEVA nevű szekta vezetője. | 4–5. évad                                        | Dányi Krisztián            |
| Fedez                                | Federico Lucia                                   | A nyugalmat keresve érkezett San Candidóba, hogy megírja következő albumát, pletyka okokból hamarosan Eva Fernández hamis pasija lesz. | 4. évad                                          | Seszták Szabolcs           |
| Anna Hoffer                          | Cristina Marino                                  | Egy gazdag földtulajdonos lánya, viszonyt alakít ki Thomassoval, veszélyeztetve Natasha-val való kapcsolatát. | 4. évad                                          | Zsigmond Tamara            |
| Anna Hoffer apja                     | Alberto Giusta                                   | Gondoskodó szülő. | 4. évad                                          |                            |
| Anna Hoffer anyja                    | Valentina Tomada                                 | Gondoskodó szülő. | 4. évad                                          |                            |
| Stephen Berger                       | Luca Fiamenghi                                   | Ő Anna Hoffer volt barátja. | 4. évad                                          |                            |
| Gunther                              | Francesco Castiglione                            | Albert Kroess csatlósa. Elrabolja Emmát, hogy kiszabadítsa a mestert. Aztán Francesco előtt öngyilkos lesz, és felfedi neki, hogy "nekik" van a fia. | 4. évad, 5. évad (vendégszereplőként)            | Vári Attila                |
| Carlo Casarin                        | Davide Paganini                                  | Ő Adriana partnere a migránskezelésben, aki illegális bevándorlási ügyekben vesz részt. | 5. évad                                          | Rába Roland                |
| Adriana Ferrante                     | Giulia Fiume                                     | Általános iskolai tanár, aki lányával, Isabellával együtt a Déva közösség tagja volt, és Valeria nővére. Feladata a bevándorlók San Candidoba érkezések kezelése. Meghal, és csak hosszú idő után derül ki, hogy a gyilkos Ingrid Moser. | 5. évad                                          | Kisfalvi Krisztina         |
| Isabella Ferrante                    | Jenny De Nucci                                   | Ő Adriana lánya, szerelmes Klausba. Miután otthagyták, San Vito di Cadore-ba költözött Vincenzóval, Melával, és Huberrel. A hatodik évadban beleszeret Enricóba, és kapcsolatba kerül vele. | 5–6. évad                                        | Laudon Andrea              |
| Valeria Ferrante                     | Beatrice Arnera                                  | Ő az új főfelügyelő, aki Rocciat erős karakterrel helyettesíti, aki mély sebet rejt. Adriana húga. Vincenzóval flörtöl. Munkahelyi okokból költözik. | 5. évad                                          | Bogdányi Titanilla         |
| Bruno Moser                          | Stefano Cassetti                                 | Egy lovas farmja van, Ingrid férje, Klaus és két másik lány apja, valamint Leonardo feltételezett apja. | 5. évad                                          | Lux Ádám                   |
| Ingrid Moser                         | Serena Autieri                                   | Bruno felesége és Klaus anyja, aki felelős Adriana Ferrante haláláért. | 5. évad                                          | Urbán Andrea               |
| Klaus Moser                          | Matteo Oscar Giuggioli                           | Bruno és Ingrid fia, egy józan elvű fiú, és Isabella barátja az ötödik évadban. | 5. évad                                          | Szabó Andor                |
| Leonardo Moser                       | Leonardo Trevisan                                | Kroess és Livia Sonzogni, Francesco Neri volt feleségének titkos kapcsolatából született fia, akit a Moser család nevelt fel anélkül, hogy tudta volna az igazságot születéséről. | 5. évad                                          | Kilényi Márk               |
| Elena Salvi                          | Sinja Dieks                                      | Ő a San Candido börtön pszichológusa, aki beleszeret Francescóba. | 5. évad                                          | Sánta Annamária            |
| Mela Nappi                           | Irene Koka                                       | Vincenzo és Eva kislánya. | 6–8. évad                                        |                            |
| Carolina Volpi                       | Serena Iansiti                                   | A csalárd természetű ökológia tanácsadó, bulit szervez, és Manuela és Antonio esküvőjéről gondoskodik, barátságot köt Eldával. Beleszeret Vincenzóba, és kapcsolatba kerül vele. | 6–8. évad                                        | Peller Anna                |
| Antonio                              | Flavio Furno                                     | Vincenzo barátja és Manuela barátja a hatodik évad elején az oltárnál marad néhány erőszakos hozzáállás alatt. | 6. évad                                          |                            |
| Elda                                 | Anna Dalton                                      | Vincenzo volt barátnője, az ökolakás tulajdonosa, ahol élnek, radikális környezetvédő, buzgón vegán. | 6. évad                                          | Mikecz Estilla             |
| Moritz                               | Fabio Ghidoni                                    | Carolina Volpi volt férje, Paolo apja. | 6. évad                                          | Király Adrián              |
| Paolo                                | Alvise Marescalchi                               | Moritz és Carolina Volpi fia. | 6–8. évad                                        |                            |
| Christoph                            | Carlo Cecchi                                     | Francesco, egykori hegymászó és felfedező régi barátja, remeteként él egy általa háziasított sassal, akit megszelídített. Felfedi, hogy ő Dafne apja, akit még a születése előtt elhagyott. | 6. évad                                          | Barbinek Péter             |
| Lara                                 | Mia Zaini                                        | | 6. évad                                          | Zsuga Nóra                 |
| Dafne Mair                           | Aurora Ruffino                                   | Lány, akit Francesco élete végén talál meg. | 6. évad                                          | Dobó Enikő                 |
| Giorgio                              | Filipo De Carli                                  | Isabella barátja a hatodik évadban. | 6. évad                                          | Gacsal Ádám                |
| Enrico Costa                         | Luca Chikovani                                   | Isabella iskolatársa, nagyon gazdag és félénk mindenki felé. Elrejti a betegséget. | 6. évad                                          | Rada Bálint                |
| Nathan Sartor                        | Marco Rossetti                                   | A faluban medveemberként ismerik, mert gyerekként egyedül találták az erdőben. | 7–8. évad                                        | Fehér Tibor                |
| Gregorio Masiero                     | Leonardo Pazzagli                                | Ő egy helyi művész. Néhány hónappal ezelőtt elvesztette feleségét, Robertát, és egyedül kell felnevelnie fiát, Andreát, kockáztatva a kicsi felügyeleti jogának elvesztését. Éppen ezért Manuela felkeresi őt, hogy segítsen neki újra összerakni élete darabjait. | 7. évad                                          | Brasch Bence               |
| Luciano Paron                        | Giorgio Marchesi                                 | Ő a völgy leggazdagabb és leghatalmasabb embere, Veneto régió egyik legnagyobb marhacsordájának tulajdonosa. | 7. évad                                          | Viczián Ottó               |
| Adele Sartor                         | Giulia Vecchio                                   | Nathan nővére és Mirkó anyja, ő gondoskodik az Éden gyógyulási közösségről. | 7. évad                                          | Horváth Regina             |
| Mirko Sartor                         | Alessandro Bedetti                               | | 7. évad                                          | Czető Ádám                 |
| Hans Christian                       | Davide Tucci                                     | | 7. évad                                          | Moser Károly               |
| Joe Bastianich                       | Joe Bastianich                                   | | 7. évad                                          | Láng Balázs                |
| Stephen Anderssen                    | Raz Degan                                        | Ő Nathan természetes apja. | 8. évad                                          |                            |
| Anna Riva                            | Cecilia Bertozzi                                 | Stephen Anderssen csoportjának kutatója. | 8. évad                                          |                            |
| Laura Sostegni                       | Alice Arcuri                                     | A gleccserek kutatásával foglalkozó tudományos egyesület kutatója. | 8. évad                                          |                            |
| Gabriele Verardi                     | [[Alberto Boubakar Malanchino]]                  | Mérnök Stephen Anderssen csoportjában. | 8. évad                                          |                            |
| Nino bácsi Carolina nagybátyja       | Nino Frassica                                    | | 8. évad (vendégszereplőként)                     |                            |

## Évados áttekintés
| Évad | Évad | Epizódok | Eredeti sugárzás     | Eredeti sugárzás   | Eredeti adó        | Magyar sugárzás     | Magyar sugárzás  | Magyar adó |
| Évad | Évad | Epizódok | Évadpremier          | Évadfinálé         | Eredeti adó        | Évadpremier         | Évadfinálé       | Magyar adó |
| ---- | ---- | -------- | -------------------- | ------------------ | ------------------ | ------------------- | ---------------- | ---------- |
|      | 1    | 12/12    | 2011. április 10.    | 2011. május 17.    |                    | 2013. április 14.   | 2013. június 30. |            |
|      | 2    | 14/16    | 2012. október 14.    | 2012. november 29. | 2016. február 25.  | 2016. március 21.   |                  |            |
|      | 3    | 18/20    | 2015. január 8.      | 2015. március 16.  | 2016. március 22.  | 2016. április 18.   |                  |            |
|      | 4    | 18/20    | 2017. január 17.     | 2017. március 21.  | 2017. október 29.  | 2018. április 22.   |                  |            |
|      | 5    | 10/20    | 2019. szeptember 12. | 2019. november 14. | 2021. április 15.  | 2021. május 13.     |                  |            |
|      | 6    | 8/16     | 2021. április 1.     | 2021. május 20.    | 2022. január 25.   | 2022. május 24.     |                  |            |
|      | 7    | 8/16     | 2023. március 30.    | 2023. május 8.     | 2024. augusztus 8. | 2024. augusztus 30. |                  |            |
|      | 8    | 6/12     | 2025. január 9.      | 2025. február 20.  |                    |                     |                  |            |